# Massimo Pigliucci
Massimo Pigliucci, né le 16 janvier 1964 à Monrovia au Liberia, est un universitaire, vulgarisateur des sciences et blogueur italien naturalisé américain. Il est généticien (doctorat), biologiste (PhD) et philosophe (PhD) de formation. Il est également une figure du mouvement sceptique contemporain et du mouvement des Brights ainsi que du stoïcisme moderne.  

## Biographie
Massimo Pigliucci est actuellement professeur de philosophie au CUNY-City College de New York. Il est aussi le rédacteur en chef du magazine Philosophy & Theory in Biology. Il est connu pour être un critique de la pseudoscience et du créationnisme . Il est également défenseur du sécularisme et de l'éducation scientifique. Il est co-hôte du balado Rationally Speaking avec Julia Galef.

## Livres

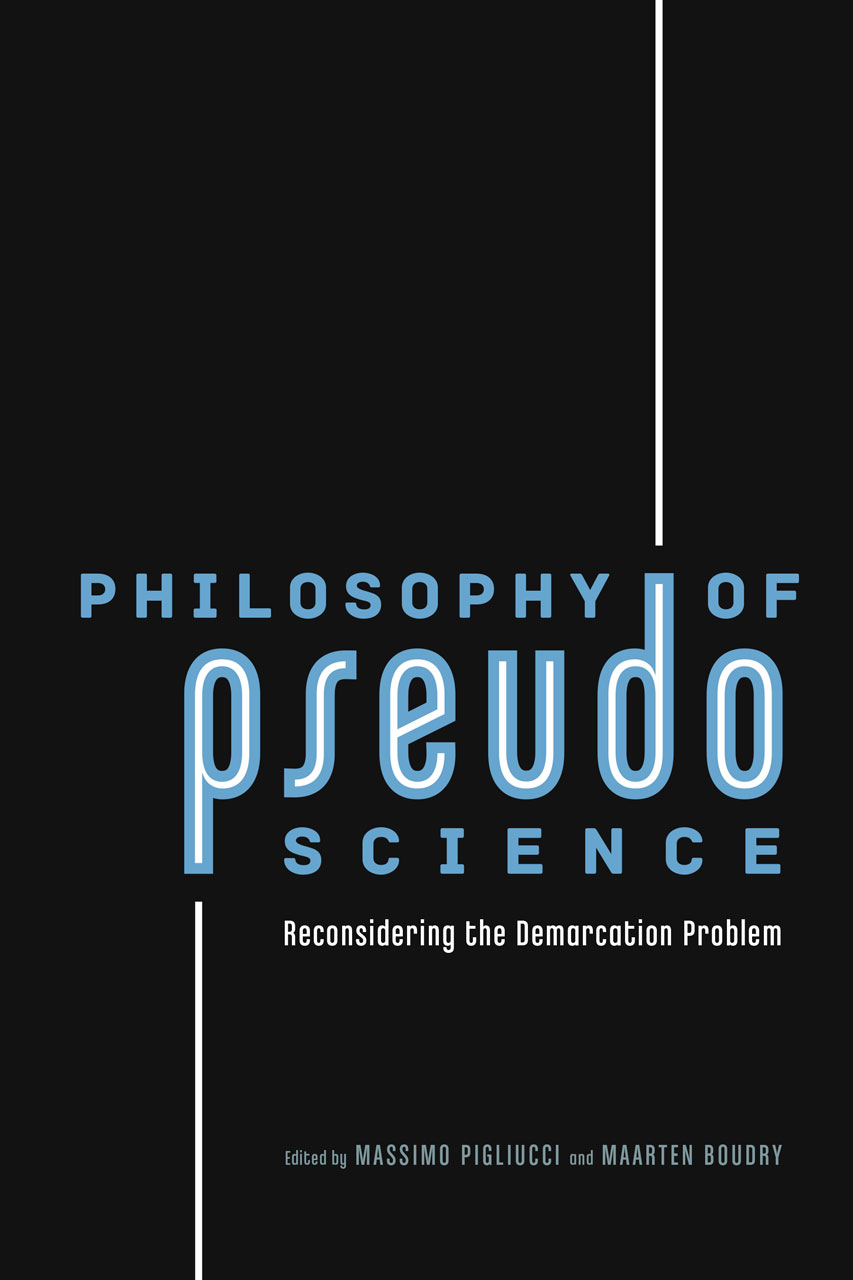
Couverture de Philosophy of Pseudoscience.

- How to Be a Stoic: Using Ancient Philosophy to Live a Modern Life (Basic Books, 2017,  (ISBN 978-0465097951)
- Philosophy of Pseudoscience: Reconsidering the Demarcation Problem (2013) avec Maarten Boudry.
- Nonsense on Stilts: How to Tell Science from Bunk (University of Chicago Press, 2010,  (ISBN 978-0-226-66786-7)).
- Making Sense of Evolution (with Jonathan Kaplan, University of Chicago Press, 2006,  (ISBN 978-0-226-66837-6)).
- Phenotypic Integration (Oxford University Press, 2003).
- Denying Evolution: Creationism, Scientism, and the Nature of Science. (Sinauer, 2002).  (ISBN 0-87893-659-9)
- Phenotypic Plasticity (Johns Hopkins University Press, 2001).
- Tales of the Rational (Freethought Press, 2000).
- Phenotypic Evolution (with Carl Schlichting, Sinauer, 1998).

## Articles
Quelques-uns de ses nombreux articles :
- Pigliucci, M. (2006). « Is evolutionary psychology a pseudoscience? », Skeptical Inquirer 30 (2):23-24.
- Pigliucci, M. (2005). « Science and fundamentalism ». EMBO Reports 6: 1106-1109.
- Pigliucci, M. (2005). « The Power and Perils of Metaphors in Science », Skeptical Inquirer 29 (5):20-21.
- Pigliucci, M., J. Banta, et al. (2004). « The alleged fallacies of evolutionary theory », Philosophy Now (46):36-39.
- Pigliucci, M. (2004). « What is philosophy of science good for? », Philosophy Now (44):45.